# Meridiano 112 W
O meridiano 112 W é um Meridiano que, partindo do Polo Norte, atravessa o Oceano Ártico, América do Norte, Oceano Pacífico, Oceano Antártico, Antártida e chega ao Polo Sul. Forma um círculo máximo com o Meridiano 68 E.
Começando no Polo Norte, o meridiano 112º Oeste tem os seguintes cruzamentos:
| País, território ou mar | Notas                                                                     |
| ----------------------- | ------------------------------------------------------------------------- |
| Oceano Ártico           |                                                                           |
| Canadá                  | Territórios do Noroeste - Ilha Borden                                     |
| Estreito de Wilkins     |                                                                           |
| Canadá                  | Territórios do Noroeste - Ilha Mackenzie King                             |
| Corpo de água sem nome  |                                                                           |
| Canadá                  | Territórios do Noroeste - Ilha Melville                                   |
| Golfo de Liddon         |                                                                           |
| Canadá                  | Territórios do Noroeste - Ilha Melville                                   |
| Canal de Parry          | Viscount Melville Sound                                                   |
| Canadá                  | Territórios do Noroeste - Ilha Victoria Nunavut- Ilha Victoria            |
| Golfo Coronation        |                                                                           |
| Canadá                  | Nunavut - Arquipélago Duque de York                                       |
| Golfo Coronation        |                                                                           |
| Canadá                  | Nunavut Territórios do Noroeste - passa no Grande Lago do Escravo Alberta |
| Estados Unidos          | Montana Idaho Utah Arizona                                                |
| México                  | Sonora                                                                    |
| Golfo da Califórnia     |                                                                           |
| México                  | Baja California Sur                                                       |
| Baía Magdalena          |                                                                           |
| México                  | Baja California Sur - Ilha Santa Margarita                                |
| Oceano Pacífico         | Passa a leste de Roca Partida, Ilhas Revillagigedo, México                |
| Oceano Antártico        |                                                                           |
| Antártida               | Território não reivindicado                                               |